# إم.آي.أيه (مغنية)
ماثانجي «مايا» أرول براغاسام (ولدت في 18 يوليو 1975) معروفة باسمها الفني (بالإنجليزية: M.I.A.)‏ مغنية راب كاتبة ومنتجة أغاني بريطانية من أصول تاميلية-سريلانكية.

## نشأتها
ولدت ماثانجي "مايا" أرول براغاسام في 18 يوليو 1975، في هونسلو، لندن، ولدها يدعى أرول براغاسام، مهندس وكاتب وناشط من التاميل السريلانكي ، وزوجته كالا، عندما كانت تبلغ ماثانجي من العمر ستة أشهر انتقلت عائلتها إلى جافنا في شمال سريلانكا، حيث ولد شقيقها سوجو. هناك تبنى والدها اسم أرولار وأصبح ناشطًا سياسيًا وعضوًا مؤسسًا لمنظمة إيلام الثورية للطلاب (EROS) ، وهي مجموعة سياسية من التاميل تابعة لجبهة تحرير نمور التاميل. تميزت السنوات الأولى من حياة أرول براغاسام بالنزوح الناجم عن الحرب الأهلية السريلانكية، اختبأت عائلتها من الجيش السريلانكي، ولم يكن للفتاة أرول براغاسام اتصال يذكر مع والدها خلال هذه الفترة، التحقت مايا بمدارس الدير الكاثوليكي مثل دير العائلة المقدسة، جافنا ، حيث طورت مهاراتها الفنية.

## روابط خارجية
- إم.آي.أيه  على فيسبوك.
- قناة إم.آي.أيه (مغنية)  على يوتيوب
- M.I.A. التسجيلات من ديسكاغز.كوم
- M.I.A. discography at MusicTea
- أم.آي.أي على موقع IMDb (الإنجليزية)
- أم.آي.أي على موقع الموسوعة البريطانية (الإنجليزية)
- أم.آي.أي على موقع ألو سيني (الفرنسية)
- أم.آي.أي على موقع ميوزك برينز (الإنجليزية)
- أم.آي.أي على موقع رولينغ ستون (الإنجليزية)
- أم.آي.أي على موقع رولينغ ستون (الإنجليزية)
- أم.آي.أي على موقع أول موفي (الإنجليزية)
- أم.آي.أي على موقع إن إن دي بي (الإنجليزية)
- أم.آي.أي على موقع أول ميوزيك (الإنجليزية)
- أم.آي.أي على موقع أول ميوزيك (الإنجليزية)
- N.E.E.T. Recordings